# Schistostege nubilaria
Schistostege nubilaria là một loài bướm đêm trong họ Geometridae.